# Esmeralda (telenovela mexicana)
Esmeralda es una telenovela mexicana, dirigida por Beatriz Sheridan, primera telenovela de Salvador Mejía en su carrera como productor, grabada en el año de 1996 con locaciones en la hacienda Yextho en Hidalgo y Ciudad de México. Salió al aire en 1997.
La telenovela está basada en una historia original de la escritora cubana Delia Fiallo con una adaptación de Georgina Tinoco, Dolores Ortega y Luz Orlín.
Está protagonizada por Leticia Calderón y Fernando Colunga, con las actuaciones estelares de Nora Salinas, Alejandro Ruiz y las participaciones antagónicas de Laura Zapata, Ana Patricia Rojo y Salvador Pineda y con la actuación especial del primer actor Ignacio López Tarso.

## Sinopsis
En una tormentosa noche llegan al mundo dos bebés en diferentes lugares de un mismo pueblo: un varón sano y hermoso llega al hogar de unos humildes trabajadores cuyo padre hacía poco había muerto y la madre acababa de morir al traerle al mundo. En otro hogar Blanca (Raquel Morell), la esposa del rico y orgulloso hacendado Rodolfo (Enrique Lizalde) da a luz a una niñita tan débil que la creen muerta en el momento de nacer. La curandera Dominga (Raquel Olmedo) cuenta a la nana de la niña lo que acaba de acontecer en la otra casa y como no sabe que hacer con el bebé, la nana Crisanta (Dina de Marco) conviene un arreglo y cambia a los niños por el bien de todos, así el niño tendrá el hogar que necesita y sus señores no se abrumarán de la pena al saber a su hijo muerto al nacer. Dominga duda pero al final consiente por el bien del niño, agradecida Crisanta entrega unos aretes de esmeraldas muy valiosos.
En la Casa Grande los Peñarreal están felices por su hijo varón pero al notar Blanca la ausencia de unos aretes de esmeralda, precio que Crisanta pagó a Dominga por el intercambio, Crisanta ya no puede resistir y le cuenta a su patrona la verdad. Esta reacciona mal pero acepta al niño y decide ocultarle la verdad a su marido. De modo que los Peñarreal crían a ese niño, a quien Rodolfo pone de nombre José Armando.
En la choza de Dominga la niña de los Peñarreal comienza a dar señales de vida. Dominga se asusta ante el hecho pero decide no regresarla ante lo que le cuenta Crisanta de su patrón. La niña nace ciega y esto horroriza a Dominga más, aun así decide quedarse con la niña y criarla poniéndole el nombre de Esmeralda.
Los años pasan y los niños crecen. En el pueblo de Maravillas, donde se encuentra la Casa Grande, Esmeralda (Leticia Calderón), la hija de los Peñarreal es una chica dulce y tierna cuyos únicos amigos son la familia Lucero y Melesio (Ignacio López Tarso). Esmeralda además tiene como costumbre visitar las tumbas de sus supuestos "padres" y platicar con el sepulturero, Fermín (Noé Murayama), un hombre de carácter noble, además Esmeralda le tiene un cariño a Lucio Malaver (Salvador Pineda), el médico del pueblo, un hombre aparentemente bueno pero en el fondo obsesionado con Esmeralda, a la cual salvó de morir en un incendio y por esa causa quedó con la mitad del rostro desfigurado.
Mientras tanto la familia Peñarreal decide viajar de vacaciones a la Casa Grande. Entre ellos está José Armando (Fernando Colunga), aquel niño que naciera en la choza de Dominga y quien creció como el hijo de la familia. Se recibía en ese año de médico cirujano. Además estaba comprometido con su prima, Graciela Peñarreal (Nora Salinas), una chica que no tiene más remedio que someterse a las órdenes de su madre. Graciela en el fondo de buen corazón pero dominada a su vez por su madre, una mujer ambiciosa y sin escrúpulos morales, Fátima (Laura Zapata),  que es esposa del difunto hermano de Rodolfo.
En una de las excursiones de cacería de José Armando a la cascada, se encuentra con Esmeralda. A partir de ese momento comienza la historia de amor entre Esmeralda y José Armando, quien se enamora perdidamente de ella. Este amor cambiará el destino de ambos y modificará los planes de la familia Peñarreal, incluso los sentimientos de Graciela, la mujer con la que estuviera José Armando comprometido cambiarán. En su estancia en la Casa Grande la chica se enamora del hijo del capataz de la hacienda, Adrián Lucero (Alejandro Ruiz). Este amor que tendrá también muchos obstáculos comenzando por la oposición de Fátima, quien quiere que su hija se case con José Armando por interés o por lo menos, se case con alguien de su clase.

## Elenco
- Leticia Calderón - Esmeralda Rosales/Esmeralda Peñarreal De Velasco
- Fernando Colunga - José Armando Peñarreal De Velasco/José Armando Camacho
- Laura Zapata - Fátima Linares Vda. de Peñarreal
- Nora Salinas - Graciela "Gracielita" Peñarreal Linares Vda. de Valverde
- Alejandro Ruiz - Adrián Lucero
- Enrique Lizalde  - Rodolfo Peñarreal
- Raquel Morell - Blanca De Velasco de Peñarreal
- Alberto Ortiz - José Rodolfo Peñarreal Peñarreal
- Ana Patricia Rojo - Georgina Pérez-Montalvo Forero
- Salvador Pineda - Dr. Lucio Malaver
- Ignacio López Tarso - Melesio "El Bobo Melesio"
- Juan Pablo Gamboa - Dr. Álvaro Lazcano
- Gustavo Rojo - Dr. Bernardo Pérez-Montalvo Larrazábal
- Raquel Olmedo - Dominga Ortiz Herrera
- Rosita Pelayo - Hilda Ortega Olmedo
- Irán Eory  - Sor Piedad
- Natasha Dupeyrón - Esmeralda (Niña)
- Noé Murayama  - Fermín
- Elsa Cárdenas - Hortensia Lazcano
- Raúl Padilla "Choforo"  - Trolebús
- Dina de Marco  - Crisanta
- Raquel Pankowsky - Juana
- Elsa Navarrete - Aurora "Aurorita"
- Esther Rinaldi - Flor de la Caridad "Florecita" Lucero
- Juan Carlos Serrán - Dionisio Lucero #1
- Rafael Amador - Dionisio Lucero #2
- María Luisa Alcalá - Doña Socorro "Socorrito"
- Rafael del Villar - Sebastián Robles-Gil
- Sergio Jurado - Licenciado Joaquín Estrada
- Gustavo Aguilar - Anuar
- Gabriela Aponte - Benita
- Alejandro Ávila - Diseñador
- Eduardo Cáceres - Femio
- José Antonio Coro - Licenciado Díaz Mirón
- Roberto D'Amico - Gustavo Valverde
- Gabriela del Valle - Zoila
- Odín Dupeyrón - Gabino
- Paola Flores - Tomasa
- Dacia González - Rita Valverde
- Isadora González - Tania
- Jesús Lara - Tomás
- Alma Rosa López Lotfe - Maribel
- Melba Luna - Epifanía
- Lorena Martínez - Sor Lucila
- Fabrizio Mersini - Luis
- María Morena - Doris Camacho
- Genoveva Moreno - Zenaida
- Úrsula Murayama - Jacinta
- Genoveva Pérez - Eufrasia
- Jaime Puga - Lino
- Carlos Ramírez - Dr. Ramos
- Juan Ríos Cantú - Claudio
- José Luis Rojas - Eleno
- Mauricio Rubi - Facundo
- Roberto Ruy - Indio Ofelio
- Dolores Salomón "Bodokito" - Tula
- Gabriela Salomón - Petra
- Cuco Sánchez - Don Cuco
- Alberto Santini - Ignacio "Nacho"
- Irma Torres - Altagracia
- Marco Uriel - Emiliano Valverde
- Horacio Vera - Ciriaco
- Daniel Salazar - Mayordomo
- Nicky Mondellini - Dra. Rosario Muñoz
- Enrique Marine - Juanito
- Claudio Rojo - Dr. Valdivia

## Banda sonora
- Esmeralda (Javier Rodríguez - Tema de entrada)
- Quién (Pedro Fernández)
- Abrázame (Alejandro Fernández)
- No puedo arrancarte de mi (Cristian Castro)
- Enamorada (Paulina Rubio)
- Un día más (Luis Miguel)
- Amor total (Emmanuel)
- Ese Hombre (Myriam Hernández)
- Que pena me das (Marco Antonio Solís)
- Quién (Instrumental) (Pedro Fernández)

## Premios y nominaciones

### Premios TV y Novelas 1998
| Categoría                  | Persona           | Resultado |
| -------------------------- | ----------------- | --------- |
| Mejor telenovela           | Salvador Mejia    | Ganador   |
| Mejor actriz protagónica   | Leticia Calderón  | Nominada  |
| Mejor actor protagónico    | Fernando Colunga  | Nominado  |
| Mejor villano              | Salvador Pineda   | Nominado  |
| Mejor primer actor         | Enrique Lizalde   | Nominado  |
| Mejor actriz de reparto    | Nora Salinas      | Ganadora  |
| Mejor actor de reparto     | Alejandro Ruiz    | Ganador   |
| Mejor dirección de cámaras | Jesús Nájera Saro | Ganador   |

## Pérdidas en el elenco
- El actor Noé Murayama formaba parte del elenco de Esmeralda desde el inicio interpretando el personaje de Fermín, el sepulturero del pueblo, gran amigo y consejero de Esmeralda. Lamentablemente, su trabajo en esta telenovela quedó inconcluso debido a que, a consecuencia de unos problemas en el hígado, Noé Murayama falleció el 22 de agosto de 1997 en el Hospital Santelena en México, D.F. cuando la telenovela se encontraba en fase de grabaciones y no estaba prevista la muerte de su personaje. Tras la muerte del actor, se pudo ver en los títulos de crédito el símbolo † cuando aparecía su nombre y su ausencia se justificó diciendo que Fermín se encontraba enfermo. Para substituirlo se incorporó al elenco el actor Raúl Padilla "Choforo" interpretando un personaje nuevo, "El Trolebús", un hombre de la ciudad que se hacía amigo de Melesio y que se encargaría de ayudar a Fermín en el trabajo de sepulturero. En el último capítulo de la telenovela, el personaje de Fermín murió y se vio a Esmeralda junto a su tumba recordandolo en modo de homenaje a Noé Murayama.
- La actriz Dina de Marco, que interpretaba el personaje de la nana Crisanta también tuvo problemas de salud ya que padecía cáncer y cuando aún no había finalizado las grabaciones tuvo que ausentarse para tratarse su dolencia. Para justificar su marcha su personaje, Crisanta, recibió noticias de una sobrina que iba a tener un bebé y le pedía que fuera a pasar unos días con ella para acompañarla. Cuando ya se encontraba en condiciones para continuar su trabajo, Dina de Marco regresó a las grabaciones cumpliendo profesionalmente su trabajo hasta el final. Esmeralda fue su último trabajo ya que falleció el 17 de junio de 1998.

## Versiones
- La primera versión de esta telenovela, también titulada Esmeralda, fue una telenovela venezolana realizada en 1970 por la cadena venezolana Venevisión bajo la producción de José Enrique Crousillat. La adaptación fue de la propia Delia Fiallo. Fue dirigida por Grazio D'Angelo y protagonizada por Lupita Ferrer y José Bardina.[1]
- La productora Coral Producciones realizó para la cadena privada venezolana RCTV una versión de esta telenovela en 1984 titulada "Topacio" bajo la producción de Jorge Gherardi y Omar Pin. La telenovela fue adaptada por Ana Mercedes Escámez, Milagros del Valle y Benilde Ávila, fue dirigida por Luis Alberto Lamata y Luis Manzo y protagonizada por Grecia Colmenares y Victor Cámara.[2]
- La cadena brasileña SBT realizó en Brasil una versión de esta telenovela en 2004 - 2005 titulada también "Esmeralda" bajo la producción de Carmen Busana y David Grimberg. La telenovela fue adaptada por Henrique Zambelli y Rogério García, dirigida por Jacques Lagôa, Henrique Martins y Luiz Antônio Piá y protagonizada por Bianca Castanho y Claudio Lins.[3]
- En 2017, la cadena mexicana Televisa vuelve a hacer una adaptación con un título diferente: "Sin tu mirada" producida por Ignacio Sada Madero y protagonizada por Claudia Martín y Osvaldo de León.